# Championnat d'Angleterre de rugby à XV 2017-2018
Navigation
Aviva Premiership
 2016-2017 Gallagher Premiership 2018-2019
Le championnat d'Angleterre de rugby à XV 2017-2018, qui porte le nom Aviva Premiership de son sponsor du moment, oppose les douze meilleures équipes anglaises de rugby à XV. Le championnat débute le 1er septembre 2017 et s'achève le 26 mai 2018 par une finale au stade de Twickenham, à Londres. Une première phase de classement voit s'affronter toutes les équipes en matchs aller et retour. À la fin de cette phase régulière, les quatre premières équipes sont qualifiées pour les demi-finales et la dernière du classement est rétrogradée en RFU Championship. La saison se termine sur une phase de playoff avec des demi-finales et une finale pour l'attribution du titre.

## Liste des équipes en compétition
| Bath Exeter Gloucester Harlequins Leicester Irish Newcastle Northampton Sale Saracens Wasps Worcester |

La compétition oppose pour la saison 2017-2018 les douze meilleures équipes anglaises de rugby à XV :
- Bath Rugby
- Exeter Chiefs
- Gloucester Rugby
- Harlequins
- Leicester Tigers
- London Irish
- Newcastle Falcons
- Northampton Saints
- Sale Sharks
- Saracens
- Wasps
- Worcester Warriors

## Résumé des résultats

### Classement de la phase régulière
| Rang | Club               | J  | V  | N | D  | Bo | Bd | Pm  | Pe  | Diff | Pts |
| ---- | ------------------ | -- | -- | - | -- | -- | -- | --- | --- | ---- | --- |
| 1    | Exeter Chiefs (T)  | 22 | 17 | 0 | 5  | 13 | 4  | 618 | 354 | +264 | 85  |
| 2    | Saracens           | 22 | 16 | 0 | 6  | 10 | 3  | 731 | 350 | +381 | 77  |
| 3    | Wasps              | 22 | 14 | 1 | 7  | 10 | 3  | 615 | 501 | +114 | 71  |
| 4    | Newcastle Falcons  | 22 | 14 | 0 | 8  | 7  | 0  | 455 | 506 | -51  | 63  |
| 5    | Leicester Tigers   | 22 | 13 | 0 | 9  | 5  | 6  | 537 | 472 | +65  | 63  |
| 6    | Bath Rugby         | 22 | 11 | 0 | 11 | 8  | 4  | 572 | 531 | +41  | 56  |
| 7    | Gloucester Rugby   | 22 | 11 | 1 | 10 | 8  | 2  | 490 | 597 | -107 | 56  |
| 8    | Sale Sharks        | 22 | 10 | 0 | 12 | 9  | 5  | 556 | 531 | +25  | 54  |
| 9    | Northampton Saints | 22 | 8  | 0 | 14 | 5  | 6  | 509 | 645 | -136 | 43  |
| 10   | Harlequins         | 22 | 7  | 0 | 15 | 5  | 3  | 479 | 640 | -161 | 36  |
| 11   | Worcester Warriors | 22 | 7  | 0 | 15 | 5  | 3  | 432 | 601 | -169 | 36  |
| 12   | London Irish (P)   | 22 | 3  | 0 | 19 | 3  | 7  | 385 | 651 | -266 | 22  |

|  | Qualifiés pour la phase finale et la coupe d'Europe 2018-2019 (no 1, no 2, no 3, no 4).                                                           |
|  | Qualifiés pour la coupe d'Europe 2018-2019 (no 5, no 6).                                                                                          |
|  | Qualifié pour la coupe d'Europe 2018-2019 si un club anglais des six premières places remporte la coupe d'Europe ou le Challenge européen (no 7). |
|  | Relégué en RFU Championship pour la saison 2018-2019 (no 12).                                                                                     |
|  | T : tenant du titre 2016-2017 ; P : promu 2016-2017                                                                                               |

Attribution des points : victoire sur tapis vert : 5, victoire : 4, match nul : 2, défaite : 0, forfait : -2 ; plus les bonus (offensif : 4 essais marqués ; défensif : défaite par 7 points d'écart maximum).
Règles de classement : 1. Nombre de victoires ; 2.différence de points ; 3. nombre de points marqués ; 4. points marqués dans les matchs entre équipes concernées ; 5. Nombre de victoires en excluant la 1re journée, puis la 2e journée, et ainsi de suite.

### Phase finale
Les quatre premiers de la phase régulière sont qualifiés pour les demi-finales. L'équipe classée première affronte à domicile celle classée quatrième alors que la seconde reçoit la troisième.
|  | Demi-finales                             | Demi-finales                         |              |    | Finale                                         | Finale                                         |
|  | Demi-finales                             | Demi-finales                         |              |    | Finale                                         | Finale                                         |
|  |                                          |                                      |              |    |                                                |                                                |
|  | le 19 mai 2018 au Sandy Park, Exeter     | le 19 mai 2018 au Sandy Park, Exeter |              |    | le 26 mai 2018 au stade de Twickenham, Londres | le 26 mai 2018 au stade de Twickenham, Londres |
|  | le 19 mai 2018 au Sandy Park, Exeter     | le 19 mai 2018 au Sandy Park, Exeter |              |    | le 26 mai 2018 au stade de Twickenham, Londres | le 26 mai 2018 au stade de Twickenham, Londres |
|  | [1] Exeter Chiefs                        | 36                                   |              |    | le 26 mai 2018 au stade de Twickenham, Londres | le 26 mai 2018 au stade de Twickenham, Londres |
|  | [1] Exeter Chiefs                        | 36                                   |              |    | le 26 mai 2018 au stade de Twickenham, Londres | le 26 mai 2018 au stade de Twickenham, Londres |
|  | [4] Newcastle Falcons                    | 5                                    |              |    | le 26 mai 2018 au stade de Twickenham, Londres | le 26 mai 2018 au stade de Twickenham, Londres |
|  | [4] Newcastle Falcons                    | 5                                    | [2] Saracens | 27 |                                                |                                                |
|  | le 19 mai 2018 à l'Allianz Park, Londres |                                      | [2] Saracens | 27 |                                                |                                                |
|  |                                          | [1] Exeter Chiefs                    | 10           |    |                                                |                                                |
|  | [2] Saracens                             | [1] Exeter Chiefs                    | 10           | 57 |                                                |                                                |
|  | [2] Saracens                             |                                      |              | 57 |                                                |                                                |
|  | [3] Wasps                                | 33                                   |              |    |                                                |                                                |
|  | [3] Wasps                                | 33                                   |              |    |                                                |                                                |

## Résultats détaillés

### Phase régulière

#### Tableau synthétique des résultats
L'équipe qui reçoit est indiquée dans la colonne de gauche.
| Clubs              | BAT   | EXE   | GLO   | HAR   | LEI   | LON   | NEW   | NOR   | SAL   | SAR   | WAS   | WOR   |
| ------------------ | ----- | ----- | ----- | ----- | ----- | ----- | ----- | ----- | ----- | ----- | ----- | ----- |
| Bath Rugby         |       | 18-20 | 21-22 | 38-14 | 19-34 | 63-19 | 32-33 | 32-9  | 33-32 | 31-21 | 26-31 | 29-13 |
| Exeter Chiefs      | 42-29 |       | 46-10 | 31-17 | 30-6  | 37-7  | 34-24 | 31-30 | 34-19 | 24-12 | 31-17 | 5-6   |
| Gloucester Rugby   | 20-43 | 28-21 |       | 37-9  | 24-17 | 39-15 | 20-21 | 29-24 | 20-16 | 23-17 | 25-25 | 24-19 |
| Harlequins         | 20-5  | 17-41 | 28-17 |       | 28-31 | 5-35  | 10-28 | 50-21 | 42-26 | 20-19 | 22-44 | 41-35 |
| Leicester Tigers   | 23-27 | 20-13 | 24-10 | 33-18 |       | 19-15 | 23-25 | 21-27 | 35-27 | 17-29 | 16-15 | 27-31 |
| London Irish       | 18-22 | 5-45  | 29-33 | 39-29 | 27-28 |       | 15-20 | 25-40 | 9-13  | 14-51 | 13-17 | 22-9  |
| Newcastle Falcons  | 29-12 | 28-20 | 7-29  | 11-10 | 13-30 | 29-17 |       | 25-22 | 35-30 | 7-29  | 22-39 | 35-8  |
| Northampton Saints | 24-6  | 14-35 | 22-19 | 30-22 | 24-11 | 25-17 | 22-24 |       | 25-34 | 13-63 | 22-38 | 32-24 |
| Sale Sharks        | 32-9  | 6-10  | 57-10 | 30-29 | 13-35 | 36-7  | 12-13 | 18-15 |       | 3-13  | 28-27 | 58-25 |
| Saracens           | 41-6  | 18-20 | 62-12 | 24-11 | 20-28 | 44-13 | 25-3  | 55-24 | 41-13 |       | 38-19 | 46-31 |
| Wasps              | 9-25  | 13-7  | 49-24 | 21-24 | 32-25 | 24-16 | 40-10 | 36-29 | 50-35 | 15-38 |       | 30-15 |
| Worcester Warriors | 25-46 | 10-41 | 25-15 | 44-13 | 5-34  | 23-8  | 27-13 | 30-15 | 14-18 | 3-25  | 10-24 |       |

|  | Victoire à domicile |  | Match nul |  | Défaite à domicile |

### Phase finale

#### Demi-finales
| 19 mai 2018 13 h 30 | Saracens | 57 - 33 | Wasps | Allianz Park, Londres Arbitre : JP Doyle |
| 19 mai 2018 13 h 30 |          |         |       | Allianz Park, Londres Arbitre : JP Doyle |
| 19 mai 2018 13 h 30 |          |         |       | Allianz Park, Londres Arbitre : JP Doyle |

| 19 mai 2018 16 h 30 | Exeter Chiefs | 36 - 5 | Newcastle Falcons | Sandy Park, Exeter Arbitre : Matthew Carley |
| 19 mai 2018 16 h 30 |               |        |                   | Sandy Park, Exeter Arbitre : Matthew Carley |
| 19 mai 2018 16 h 30 |               |        |                   | Sandy Park, Exeter Arbitre : Matthew Carley |

#### Finale
| 26 mai 2018 16 h 00 | Exeter Chiefs                                                                                  | 10 - 27 | Saracens | Stade de Twickenham, Londres 75 128 spectateurs Arbitre : Wayne Barnes |
| 26 mai 2018 16 h 00 | Essai(s) : 1 Steenson (62e) Transformation(s) : 1 Steenson (63e) Pénalité(s) : 1 Simmonds (5e) |         | Essai(s) : 4 B. Vunipola (14e), Wyles (18e, 46e), Earle (78e) Transformation(s) : 2 Farrell (14e, 48e) Pénalité(s) : 1 Spencer (70e) Carton(s) jaune(s) : 1 Brits (59e) | Stade de Twickenham, Londres 75 128 spectateurs Arbitre : Wayne Barnes |
| 26 mai 2018 16 h 00 |                                                                                                |         | | Stade de Twickenham, Londres 75 128 spectateurs Arbitre : Wayne Barnes |

## Statistiques
Les statistiques incluent la phase finale.

### Meilleurs réalisateurs
À jour au 29/05/2018
| Rang | Joueur            | Club             | Points | Essais | Transf. | Pén. | Drops |
| ---- | ----------------- | ---------------- | ------ | ------ | ------- | ---- | ----- |
| 1    | Owen Farrell      | Saracens         | 217    | 3      | 47      | 35   | 1     |
| 2    | Gareth Steenson   | Exeter Chiefs    | 170    | 3      | 46      | 21   | 0     |
| 3    | George Ford       | Leicester Tigers | 166    | 1      | 28      | 33   | 2     |
| 4    | Marcus Smith      | Harlequins       | 165    | 2      | 34      | 29   | 1     |
| 5    | Rhys Priestland   | Bath Rugby       | 149    | 2      | 26      | 26   | 3     |
| 6    | AJ MacGinty       | Sale Sharks      | 144    | 1      | 35      | 23   | 0     |
| 7    | Jimmy Gopperth    | London Wasps     | 140    | 1      | 33      | 23   | 0     |
| 8    | Billy Twelvetrees | Gloucester Rugby | 124    | 2      | 30      | 18   | 0     |
| 9    | Tommy Bell        | London Irish     | 117    | 2      | 16      | 25   | 0     |
| 10   | Faf de Klerk      | Sale Sharks      | 97     | 4      | 13      | 17   | 0     |

### Meilleurs marqueurs
À jour au 29/05/2018
| Rang | Joueur          | Club               | Essais |
| ---- | --------------- | ------------------ | ------ |
| 1    | Josh Adams      | Worcester Warriors | 13     |
| 1    | Christian Wade  | Wasps              | 13     |
| 1    | Vereniki Goneva | Newcastle Falcons  | 13     |
| 2    | Byron McGuigan  | Sale Sharks        | 12     |
| 2    | Sam Simmonds    | Exeter Chiefs      | 12     |
| 3    | Denny Solomona  | Sale Sharks        | 11     |
| 3    | Chris Wyles     | Saracens           | 11     |
| 3    | Ben Spencer     | Saracens           | 11     |
| 3    | Josh Bassett    | Wasps              | 11     |
| 4    | Matt Banahan    | Bath Rugby         | 10     |